# Mariana Jiménez
Mariana Jiménez Martínez (La Guaira, 1 de diciembre de 1993) es una modelo, publicista y reina de belleza venezolana, ganadora de los títulos Miss Grand Venezuela 2012 y Miss Venezuela 2014.
Jiménez representó a su país Venezuela en certámenes como Miss Grand Internacional 2013 y Miss Universo 2015, siendo semifinalista (Top 10) en ambos.

## Vida personal
Mariana Jiménez, es la menor de los tres hijos de Juana Jiménez Martínez; quien la crió y educó como madre soltera. Mariana, llegó a declarar públicamente que no conocía a su padre; hasta después de su participación en el Miss Venezuela, aunque le agradece; ya que tiene un 50% de él. Sus medios hermanos son: Simón Horacio Rico (1983) y María Elena Rico (1985). Jiménez, nació de un embarazo de alto riesgo; dada la edad de su madre, quien tendría 38 años al momento de concebir. Mariana creció y se preparó académicamente en los Magallanes de Catia.
Antes de participar en el Miss Venezuela, cursaba el octavo semestre de Comunicación Social; en la Universidad Católica Santa Rosa, ubicada en Caracas.
El 27 de mayo de 2023, se casó con el empresario Vito Jhonny Recchimurzo Díaz; presidente del Portuguesa Fútbol Club. El 29 de noviembre de 2024, anunció que estaba embarazada. El 17 de diciembre, dio a luz a un varón y el 12 de febrero de 2025, reveló que durante el puerperio; se le diagnosticó que padecía de trombosis del seno venoso cerebral.

## Trayectoria como modelo

### Reinado de la Costa del Pacífico Internacional 2013
En septiembre de 2012 con solo 18 años, Mariana participa en el concurso «Señorita Deporte Venezuela 2012» en el cual resulta victoriosa, lo que le dio la oportunidad de representar el país en el Reinado de la Costa del Pacífico Internacional al año siguiente.
En tal certamen realizado en Guayaquil, Ecuador; Jiménez compitió con otras 15 delegadas de distintos países para ser finalmente coronada como ganadora y adicionalmente recibir el premio al mejor cuerpo.

### Miss Grand Internacional 2013
Mariana representó a su país en la primera edición del certamen Miss Grand Internacional celebrado en Tailandia donde compitió con más de 70 candidatas de diferentes naciones y territorios autónomos, en el mismo logró posicionarse en el cuadro de las 10 finalistas. El evento fue ganado finalmente por la representante de Puerto Rico.

### Miss Venezuela 2014
Luego de su destacada participación en diversos certámenes internacionales, Mariana decidió participar en el Miss Venezuela. Para esta edición representó al estado Guárico, compitiendo con otras 24 aspirantes de toda Venezuela.
En la gala interactiva previa a la final, obtuvo la banda de «Miss Piernas de Venus». La final del certamen se realizó el 9 de octubre en Caracas, Venezuela donde Jiménez se consagró como Miss Venezuela 2014. Adicionalmente, Mariana recibió el premio de «Miss Fotogénica» en la final del certamen.
Durante reinado como Miss Venezuela, Mariana recorrió el país en eventos publicitarios, así como también realizó viajes a países como Brasil, Estados Unidos, Panamá y Chile; con diversos propósitos entre los cuales incluían su preparación al Miss Universo 2015.

### Miss Universo 2015
Como ganadora del Miss Venezuela 2014, Mariana representó a Venezuela en el Miss Universo 2015, donde compitió con otras 80 candidatas; al final del evento se posicionó dentro del grupo de diez semifinalistas.

## Cronología
| Predecesor: -                    | Miss Grand Venezuela 2013 | Sucesor: Alix Sosa          |
| Predecesor: Migbelis Castellanos | Miss Venezuela 2014       | Sucesor: Mariam Habach      |
| Predecesor: Michelle Bertolini   | Miss Guárico 2014         | Sucesor: Paula Lyyn Schmidt |